# リトル・インディアン
『リトル・インディアン』（One Little Indian）は1973年のアメリカ合衆国の映画。ウォルト・ディズニー・プロダクション製作。主演はジェームズ・ガーナーとヴェラ・マイルズ。

## キャスト
| 役名         | 俳優                       | 日本語吹替 |
| ------------ | -------------------------- | ---------- |
| クリント     | ジェームズ・ガーナー       | 小林修     |
| ドリス       | ヴェラ・マイルズ           | 弥永和子   |
| スチュワート | パット・ヒングル           | 村松康雄   |
| レインズ     | モーガン・ウッドワード     |            |
| ウォーラー   | ジョン・ドーセット         |            |
| マーク       | クレイ・オブライエン       | 広田貴宣   |
| カミンズ     | ロバート・パイン           |            |
| シュレーダー | ブルース・グローヴァー     |            |
| ディクソン   | ケン・スウォフォード       |            |
| 牧師         | アンドリュー・プライン     |            |
| ジミー       | ジェイ・シルヴァーヒールス | 藤本譲     |
| マーサ       | ジョディ・フォスター       | 大川真奈   |

## スタッフ
- 監督：バーナード・マケヴィティ
- 製作：ウィンストン・ヒブラー
- 脚本：ハリー・スポルディング
- 撮影：チャールズ・F・ホイーラー
- 編集：ロバート・スタッフォード
- 音楽：ジェリー・ゴールドスミス